# 1738

## Родени
- 4 юни – Джордж III, крал на Великобритания и Ирландия и по-късно на Обединеното кралство
- 10 октомври – Бенджамин Уест, американски живописец
- 15 ноември – Уилям Хершел, немски астроном и композитор
- 31 декември – Йохан Херман, френски зоолог